# 아우토반 42호선
아우토반 42호선(독일어: Bundesautobahn 42)은 캄프린트포르트에서 카스트로프라욱셀까지 이어주는 독일의 고속도로로, 총 연장은 58 km이다. 주요 경유지를 살펴 보면, 루르 지방을 필두로 하여, 도르트문트, 뒤스부르크, 에센의 북부 지역, 겔젠키르헨 등이 있다. 그래서 주변 지역에는 해당 지류인 라인강의 지천으로 알려진 엠셔강을 연선으로 따라 이어준다.